# 皮爾馬圖埃龍屬
皮爾馬圖埃龍（屬名：Pilmatueia）是一屬來自白堊紀早期阿根廷的蜥腳下目梁龍超科叉龍科。

## 發現
模式種方氏皮爾馬圖埃龍（Pilmatueia faundezi）由羅多爾夫·科里亞（Rodolfo Coria）和同僚於2018年所敘述。屬名來自標本發現地的皮爾馬圖埃（Pilmatué）地區；種名紀念贊助挖掘計畫的拉哈斯市立博物館（Museo Municipal de Las Lajas）經理Ramón Faúndez。皮爾馬圖埃龍是第一個確認的凡藍今階叉龍科，同時也是該科最早的白堊紀物種；牠代表著南美洲侏羅紀晚期至白堊紀早期叉龍科輻射演化的一部分。
化石發掘自阿根廷內烏肯盆地的下白堊紀凡藍今階的穆里辛科組（Mulichinco Formation）地層，以來自同一層位的單一件遺骸為依據，中軸骨材料明顯呈現出叉龍科特徵。

## 敘述
鑑定特徵：頸背椎前位中骨骺椎板前表面的背腹稜脊、後部背椎雙叉神經棘基部的深孔由厚低矢狀椎板隔開。
皮爾馬圖埃龍與白堊紀早期之末的阿馬加龍互成姊妹群。